# 四湖風力發電站
四湖風力發電站位於臺灣雲林縣四湖鄉，為隸屬於台灣電力公司旗下的風力發電站。該風力發電站共裝設14部2.0MW的風力發電機組，為台灣電力公司所推動之「風力發電十年發展計畫」第二期風力開發中的其中一項風力發電計畫。

## 沿革

### 計畫
四湖風力發電計畫最初為台灣電力公司所推動之「風力發電十年發展計畫」中2005年1月開始推動的風力發電工程計畫。台電公司於第二期風力開發啟動後，進行臺灣西部沿海風力資源蘊藏區的勘察，其中在雲林縣台電公司規劃，麥寮鄉可以架設24部風力發電機機組、四湖鄉可以架設14部風力發電機組，並列為優先開發項目，其中四湖風力發電計畫在2006年3月底通過行政院環境保護署的環境影響評估審查。
其餘開發計畫還有而臺西鄉、口湖鄉等鄉鎮經評估後預計將可裝設43部風力發電機組，分布於雲林縣的多項風力發電計畫，台灣電力公司計畫於5年內能夠陸續完工商轉。
台灣電力公司在四湖風力發電計畫通過環評審查後，將此案之施工設計在2006年8月進行對外招標。然而因臺灣風機市場規模仍小，無法吸引廠商投標，導致初期四湖風力發電計畫發生無廠商有意願而流標之狀況。因此，台電公司評估後，為了增加廠商投標意願，將位於新北市林口區坐落在林口發電廠廠區內的林口風力發電站興建計畫與四湖風力發電計畫合併成一案對外招標。最終由台灣汽電共生公司轉投資的星能股份有限公司得標，分頭進行林口風力發電計畫與四湖風力發電計畫。

### 施工
2007年10月四湖風力發電計畫開始動工，由得標的星能公司進駐場區施工，並由台電公司旗下之新能源施工處負責監造業務。四湖風力發電計畫中台電公司規劃將架設14部風力發電機，並且機組架設位置主要在箔子寮漁港北側的防風林區。每部風力發電機組的裝置容量為2.0MW，合計總裝置容量為28MW，年發電量估計有7,555萬度。
施工期間，2009年6月23日台電公司於四湖鄉三姓村興建風力發電機組用的集電所，然而此舉卻引發村民不滿，當天約200位村民前往集電所施工區進行抗議，表示說三姓村當地已有一座台電變電所，而且是在10年前未與村民溝通下就興建，而現在又要新增一座，村民已不能容忍。對此台電新能源施工處長陳武雄表示，風力發電集電所僅是電力控制開關的設備，無關電磁波，會再另外將村民支訴求向公司反映並持續與村民溝通。

### 完工
2010年10月四湖風力發電站正式完工啟用，總投資金額為新臺幣約15億元。

## 設備

### 發電機組
| 風力發電機類型                          | 風力發電類型 | 機組數量 | 裝置容量（MW） | 商轉日期   | 狀態   |
| --------------------------------------- | ------------ | -------- | -------------- | ---------- | ------ |
| 丹麦Vestas公司製 V80/2,000型 風力發電機 | 陸域風力發電 | 14       | 28MW           | 2010年10月 | 商轉中 |

## 資料來源
1. 1 2  . The Wind Power.   [2017-09-20]. （原始内容存档于2020-10-26） （美国英语）.
2. 1 2  吳天明.  (PDF). 源雜誌91期. 2002-01  [2017-09-20]. （原始内容 (PDF)存档于2019-07-01） （中文（臺灣））.
3. 1 2  . 工業技術研究院. 2006-04-29  [2017-09-20]. （原始内容存档于2019-08-04） （中文（臺灣））.
4. 1 2 3  . 財團法人金屬工業研究發展中心.   [2017-09-20] （中文（臺灣））.[永久]
5. 1 2  . 星能股份有限公司.   [2017-09-20]. （原始内容存档于2020-02-06） （中文（臺灣））.
6. ↑  丁威. . 蘋果日報. 2007-10-18  [2017-09-20] （中文（臺灣））.
7. 1 2  . 財團法人雲林縣文化基金會.   [2017-09-20]. （原始内容存档于2013-12-25） （中文（臺灣））.
8. ↑  葉子綱. . 大紀元新聞網. 2009-06-23  [2017-09-20]. （原始内容存档于2020-09-30） （中文（臺灣））.
9. ↑  陳冠佑. . 風力發電月刊. 2006-06  [2017-09-20]. （原始内容存档于2018-01-31） （中文（臺灣））.
10. ↑   (PDF). 台電月刊600期. 2012-12  [2017-09-20] （中文（臺灣））.[永久]